# تشارلز ويلان
تشارلز ويلان (بالإنجليزية: Charles Whelan)‏ هو مدرب رياضي أمريكي، ولد في 1870، وتوفي في 30 مايو 1945 في بوسطن في الولايات المتحدة.